# Florida Georgia Line
 (novembre 2022).
Florida Georgia Line est un groupe américain de musique country composé de Brian Kelley et Tyler Hubbard.

## Carrière
Tyler et Brian ont tous les deux commencé la guitare quand ils étaient au lycée. Ils se sont rencontrés par le biais d'un ami commun à Nashville.
Brian est originaire de Ormond Beach en Floride et Tyler de Monroe en Géorgie.
L'album intitulé Anything Goes (en) est sorti le 14 octobre 2014.
Leur troisième album intitulé Dig Your Roots sorti le 26 août 2016 est un franc succès partout en Amérique du Nord.
Leur quatrième album Can't Say I Ain't Country le 15 février 2019. 
Leur cinquième album, Life Rolls On , est sorti le 12 février 2021.
En février 2022, ils annoncent "faire une pause dans l'enregistrement de leur musique" pour se consacrer à leurs carrières respectives.

## Avant Florida Georgia Line
Les deux membres de Florida Georgia Line se sont d'abord intéressés à la musique par le biais de services de culte à l'église. Brian Kelley, d'Ormond Beach, en Floride, était un lanceur vedette de l'équipe de baseball de son lycée, ce qui lui a valu une bourse à la Florida State University ; il a ensuite été transféré à l'Université de Belmont après qu'il soit devenu clair pour lui qu'il ne réussirait pas dans le sport. Il a commencé à apprendre à jouer de la guitare puis a commencé à écrire de la musique inspirée par le groupe de rock chrétien Casting Crowns. Tyler Hubbard, originaire de Monroe, Géorgie, était un chef religieux qui a formé un groupe de hip-hop, Ingenious Circuit, à l'adolescence. Les deux avaient une myriade d'intérêts musicaux en grandissant : "Mes amis et moi conduisions des camions, écoutions Garth Brooks, Alabama, Lil Wayne et Eminem", a déclaré Kelley. 
Le duo s'est rencontré à l'Université de Belmont en 2008 par le biais d'un groupe de culte sur le campus et, après l'obtention de son diplôme, a décidé de se donner deux ans pour réussir en tant que duo country. Ils ont emménagé ensemble et ont commencé plusieurs petits boulots pour payer les factures, tout en jouant dans des clubs le week-end. Bien qu'indépendants, ils ont enregistré et distribué numériquement leur premier EP, Anything Like Me (2010). Ils ont été découverts par le producteur de Nickelback, Joey Moi, lors d'une foire de comté et les trois ont commencé à entrer ensemble dans le studio. Contrairement aux sessions de musique country typiques, le groupe a passé des jours à peaufiner des chansons, qui ont été rassemblées sur le deuxième EP du duo, It'z Just What We Do(2012). En termes de production, le groupe a modelé son son sur des groupes tels que Nickelback, Shinedown et Three Days Grace, tandis que Moi visait à ce que chaque chanson ressemble au groupe de glam metal Def Leppard dans sa structure. Les principaux labels se sont intéressés lorsque la chanson Cruise a été diffusée pour la première fois sur la radio satellite The Highway et a commencé à bien se vendre sur l'iTunes Store, ce qui a conduit à un accord avec Republic Nashville et Big Machine Label Group. 
Kelley aime penser à sa carrière non pas comme une carrière, mais comme un style de vie. "La musique country évolue toujours et continuera d'évoluer", a-t-il déclaré au magazine Forbes . 